# Protium copal
Protium copal là một loài thực vật có hoa trong họ Burseraceae. Loài này được (Schltdl. & Cham.) Engl. miêu tả khoa học đầu tiên năm 1883.